# 범신론 논쟁

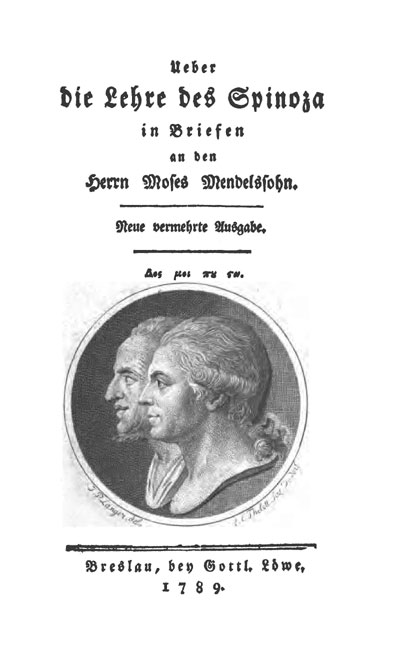
1789년 《스피노자 학설》(Über die Lehre des Spinoza) 제2판

범신론 논쟁(독일어: Pantheismusstreit)은 스피노자의 범신론적 신 개념의 가치를 두고 1780년대 독일 지성계에서 벌어진 논쟁이다. 스피노자 논쟁(독일어: Spinozismusstreit, Spinozastreit) 등으로도 불린다. 고트홀트 에프라임 레싱의 스피노자주의적 신념에 대한 이해를 두고 프리드리히 하인리히 야코비와 모제스 멘델스존 간에 벌어진 논쟁으로부터 비롯되었으며, 1785년 야코비가 멘델스존에게 보내는 서한을 출간하면서 공공으로 확대되었다.

## 스피노자 학설
당대 최고의 철학자로 인정받은 계몽주의자 레싱을 중심으로 야코비와 모제스 멘델스존의 관계가 펼쳐진다. 세 사상가의 중심 문제는 그때까지 학계에서 주목을 끌지 못한 스피노자였다. 이 책은 야코비가 멘델스존에게 보내는 편지에서 밝힌 스피노자론이다.
야코비가 주변 인물들과 교환한 서신을 종합해 보면 그는 애당초 스피노자에게 많은 관심을 가지고 있었다. 그에게 스피노자 철학은 하나의 체계로서 큰 매력을 지니고 있었다. 모든 존재를 하나의 틀 속에서 수미일관하게 설명할 수 있다는 것은 철학 일반의 전범(典範)임이 틀림없다. 그러나 그는 개념의 필연적 연관성에만 집중하는 철학은 숙명론에 빠질 수밖에 없다는 사실을 지적한다. 스피노자의 철학은 범신론이며 범신론은 곧 숙명론이라는 생각이다. 이에 반해 그는 인과적으로 결합한 개념으로 포착할 수 없는 존재가 분명히 있으며 진정한 자유는 이를 통해 설명할 수 있다고 주장한다. 그는 이 책을 통해 스피노자의 범신론을 비판하려고 한 것이다.
이 책에서 소개하는 야코비와 레싱의 대화는 스피노자 논쟁의 구체적인 모습을 잘 보여 준다. 두 사람의 대화는 아주 짧지만 스피노자에 대한 각자의 분명한 입장을 보여 주고 있다. 레싱은 스피노자주의자로 자처하지만 야코비는 스피노자주의를 반대한다. 양자는 스피노자 이해에서도 상반된 견해를 드러낸다. 레싱은 정통적인 신성(神性) 개념을 부정하고 이를 전일성(全一性)으로 대치한다. 모든 존재가 하나의 존재와 통일되어 있다는 저 유명한 헨카이판(hen kai pan) 사상이다. 레싱의 이 언명은 곧이어 전개되는 독일 관념론의 중심 문제로 떠오르며 소위 스피노자주의의 역사를 출발시킨다. 이 말은 그때까지 특별히 주목받지 못한 스피노자를 철학적 논의의 중심으로 끌어오는 계기가 되었다.
이 책은 야코비와 멘델스존, 야코비와 레싱의 논쟁을 통해 18세기 말 철학이 계몽주의에서 초기 낭만주의 및 독일 관념론으로 이행하는 모습을 잘 묘사하고 있다. 스피노자 논쟁을 촉발한 것은 결국 새로운 철학의 출발점이 되었다.